# 報關員
報關員，是一個職稱，是文職，從事商業進口出口等報關，受僱於企業，或報關代理人公司。報關員在職人數最多是中國大陸，約有8萬人。香港是免稅港，所以報關員不是專業職位，出入口報關通常由中層白領兼任。

### 产业概览
报关是履行海关进出境手续的必要环节之一，其服务水平高低，服务市场是否规范，直接影响进出境运输工具和进出境货物的通关效率，影响报关企业和进出口企业的生存与发展。
从报关行业的产业链上游来看，主要是通关服务系统的供应方，包括云通关、关衡、阿里巴巴等。行业中游的参与者可细分为物流报关企业、专业报关公司以及自理报关公司，物流报关企业从事物流与报关一体化服务，是相对于提供单一代理报关服务的专业报关企业而言的;报关行业的下游是各行业中有进出口业务往来的企业，具体需求又可细分为基本报关需求和特殊报关需求。
目前，中国大陆报关市场主要由代理报关企业构成，根据国家标准：《代理报关服务规范》(GB/T 37518-2019)。

## 外部參考
- 中國大陸職稱報關員簡介
- 国际贸易协会联盟 （页面存档备份，存于）

1. ↑  . www.qianzhan.com.   [2024-10-05]. （原始内容存档于2024-10-07）.
2. ↑   https://www.chyxx.com/industry/202103/940049.html.   [2024-10-05]. （原始内容存档于2024-10-07）. 缺少或|title=为空 (帮助)